# Grêmio Esportivo Brasil
Pour les articles homonymes, voir Grêmio Foot-Ball Porto Alegrense.
Maillots
Actualités
Dernière mise à jour : 28 janvier 2025.
Le Grêmio Esportivo Brasil est un club brésilien de football basé à Pelotas dans l'État du Rio Grande do Sul.

## Palmarès
- Championnat de l'État du Rio Grande do Sul :
  - Champion : 1919

### Effectif actuel
| N° | Nat.              | Poste | Nom du joueur   |
| -- | ----------------- | ----- | --------------- |
|    | Drapeau du Brésil | G     | Marcão          |
|    | Drapeau du Brésil | G     | Léo             |
|    | Drapeau du Brésil | G     | Marcelo Pitol   |
|    | Drapeau du Brésil | G     | Carlos Eduardo  |
|    | Drapeau du Brésil | D     | Rafael Dumas    |
|    | Drapeau du Brésil | D     | Willian Machado |
|    | Drapeau du Brésil | D     | Héverton        |
|    | Drapeau du Brésil | D     | Gustavo Bastos  |
|    | Drapeau du Brésil | D     | Leandro Camilo  |
|    | Drapeau du Brésil | D     | Nirley          |
|    | Drapeau du Brésil | D     | Rafael Vitor    |
|    | Drapeau du Brésil | D     | Bruno Collaço   |
|    | Drapeau du Brésil | D     | Artur           |
|    | Drapeau du Brésil | D     | Éder Sciola     |
|    | Drapeau du Brésil | D     | Ednei           |
|    | Drapeau du Brésil | M     | Mossoró         |
|    | Drapeau du Brésil | M     | Deyvid Sacconi  |
|    | Drapeau du Brésil | M     | Toty            |

| No. | Nat.              | Position | Nom du joueur           |
| --- | ----------------- | -------- | ----------------------- |
|     | Drapeau du Brésil | M        | Alisson Farias          |
|     | Drapeau du Brésil | M        | Zé Augusto              |
|     | Drapeau du Brésil | M        | Vacaria                 |
|     | Drapeau du Brésil | M        | Sousa                   |
|     | Drapeau du Brésil | M        | Valdemir                |
|     | Drapeau du Brésil | M        | Leandro Leite (Captain) |
|     | Drapeau du Brésil | M        | Calyson                 |
|     | Drapeau du Brésil | M        | Itaqui                  |
|     | Drapeau du Brésil | M        | Kaio Nunes              |
|     | Drapeau du Brésil | A        | Chrigor                 |
|     | Drapeau du Brésil | A        | Luiz Henrique           |
|     | Drapeau du Brésil | A        | Matheus Lima            |
|     | Drapeau du Brésil | A        | Robério                 |
|     | Drapeau du Brésil | A        | Luiz Eduardo            |
|     | Drapeau du Brésil | A        | Léo Bahia               |
|     | Drapeau du Brésil | A        | Lourency                |
|     | Drapeau du Brésil | A        | Michel                  |
|     | Drapeau du Brésil | A        | Welinton Júnior         |